# Sidney Drell

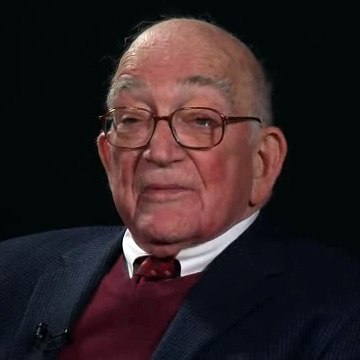
Sidney Drell

Sidney David Drell (* 13. September 1926 in Atlantic City, New Jersey; † 21. Dezember 2016 in Palo Alto, Kalifornien) war ein US-amerikanischer theoretischer Elementarteilchen-Physiker, wichtiger Regierungsberater in den USA und dort bekannt aus öffentlichen Debatten über Rüstungskontrolle.

## Leben und Werk
Drell studierte in Princeton (B.A. 1946) und an der University of Illinois, wo er 1947 seinen Master-Abschluss erhielt und 1949 bei Sidney Dancoff promoviert wurde. 1956 ging er nach Stanford, wo er ab dessen Gründung 1963 am Stanford Linear Accelerator Center (SLAC) arbeitete. 1969 bis 1986 war er dort Leiter der Abteilung Theoretische Physik. Zuletzt war er Deputy Director des SLAC. 1998 ging er in den Ruhestand.
Drell beschäftigte sich mit Quantenfeldtheorie und Elementarteilchenphysik und ist u. a. für den Drell-Yan-Prozess bekannt, bei dem bei Stößen von Nukleonen aus der Paarvernichtung von Quarks über einen Austausch eines Photons bzw. Z-Bosons Leptonpaare erzeugt werden (ein Anti-Quark stammt dabei aus den Vakuumfluktuationen der „See-Quarks“). Er liefert Informationen über die Quarkverteilung in Nukleonen. Mit James Bjorken verfasste er zwei Lehrbücher der Quantenfeldtheorie bzw. relativistischen Quantenmechanik, die lange in den USA Standardwerke waren. Da sie nicht mehr aktualisiert wurden, ist heute die Introduction to Quantum Field Theory von Peskin und Schröder an ihre Stelle als meist gebrauchtes Lehrbuch auf diesem Gebiet getreten.
Schon frühzeitig war Drell in der Rüstungskontrolle politisch aktiv und Kritiker des SDI-Projekts der Reagan-Regierung in den 1980er Jahren. Er war einer der Mitgründer des „Stanford Center for international security and arms control“ und war 1983 bis 1989 dessen Ko-Direktor. Er war einer der Gründungsmitglieder von JASON (einer Gruppe die US-Regierungsstellen in Verteidigungsfragen beratender unabhängiger Wissenschaftler). 1992 bis 2001 war er Mitglied des Foreign Intelligence Advisory Board des US-Präsidenten. Außerdem war Drell in zahlreichen Gremien beratend tätig, u. a. war er 1990/91 Leiter eines Komitees, das den Streitkräfteausschuss des Repräsentantenhauses über die Sicherheit der Nuklearwaffen unterrichtete, und Chairman im Review Board des Intelligence Technology Innovation Center (2001/02), 2001–03 Berater der NNSA (National Nuclear Security Administration), im Council of Foreign Relations in New York und im Beratungskomitee der US-Regierung für die Nichtverbreitung von Kernwaffen. Außerdem war er Mitglied im Gremium der University of California, das für diese die Laboratorien in Livermore, Los Alamos und Lawrence Berkeley Lab kontrolliert.
Sidney Drell war verheiratet und Vater von drei Kindern, u. a. von Persis Drell (* 1955), der ehemaligen (2007–2012) Direktorin des SLAC. In seiner Freizeit spielte er Geige.

## Preise und Auszeichnungen
Drell war 1961/62 und 1971/72 Guggenheim Fellow und 1984 MacArthur Fellow. Zu seinen zahlreichen Preisen zählen der Ernest Orlando Lawrence Award, der Heinz Award for Public Policy (2005) und der russische Pomerantschuk-Preis (1998). 2000 erhielt er den Enrico-Fermi-Preis und die University of California Presidential Medal. 2001 erhielt er von der CIA die National Intelligence Distinguished Service Medal (hauptsächlich für seine Beiträge zum Ausbau der Rüstungsüberwachung mit Spionagesatelliten). 1999/2000 war er Linus Pauling Lecturer in Stanford und Empfänger der Linus Pauling Medaille. Für 2011 wurde ihm die National Medal of Science zugesprochen. Er war Mitglied der American Academy of Arts and Sciences (1971), der National Academy of Sciences der USA, der American Philosophical Society und auswärtiges Mitglied der Academia Europaea (1994). 1986 war er Präsident der American Physical Society, deren Leo Szilard Award er 1980 erhielt. Neun Jahre lang war er Chairman des High Energy Physics Panel des Department of Energy. Drell war seit 1998 Fellow der Hoover Institution. Er war Mitglied des Board of Governors des Weizmann Instituts in Rehovot in Israel.

## Schriften
Zur Quantenfeldtheorie und Elementarteilchenphysik:
- mit James Bjorken: Relativistische Quantenmechanik Bibliographisches Institut, Mannheim 1990, (BI Hochschultaschenbücher; 98/98a) ISBN 3-411-00098-8 – engl. Originalausgabe: Relativistic Quantum Mechanics. McGraw-Hill, New York 1964, ISBN 0-07-005493-2.
- mit James Bjorken: Relativistische Quantenfeldtheorie. [dt. Übers.: J. Benecke, D. Maison, E. Riedel]. – [Unveränd. Nachdr.] BI-Wissenschaftsverlag, Mannheim/Zürich 1993. (BI-Hochschultaschenbuch; 101), ISBN 3-411-00101-1 – engl. Originalausgabe: Relativistic Quantum Fields. McGraw-Hill, New York 1965, ISBN 0-07-005494-0.
- mit Fredrik Zachariasen: Electromagnetic Structure of Nucleons. Oxford 1961
- mit Zachariasen: Form factors in Quantumelectrodynamics. In: Physical Review Band 111, 1958, S. 1727
- mit Donald J. Levy und Tung-Mow Yan: A field theoretic model for electron-nucleon deep inelastic scattering. Physical Review Letters, Band 22, 1969, S. 744–748
- mit Tung-Mow Yan: Partons and their applications at high energies. In: Annals of physics. Band 66, 1971, S. 578
- mit Stanley J. Brodsky: The Present Status of Quantum Electrodynamics. In: Annual Review of Nuclear Physics. Band 21, 1970, S. 147–194
- When is a particle?. In: Physics Today. Band 31, Juni 1978, S. 23–32, auch in: The American Journal of Physics. Band 46, 1978, S. 597–606

über Abrüstung u. a.:
- Sidney Drell on Arms Control (Herausgeber Kenneth W. Thompson), University Press of America, 1988
- Facing the threat of nuclear weapons. University of Washington Press 1983, 2. Auflage 1989 (1983 Danz-Lectures an der University of Washington)
- mit Farley und Holloway: The Reagan Strategic Defense Initiative: A Technical, Political, and Arms Control Assessment. 1984
- mit McGeorge Bundy und William J. Crowe: Reducing Nuclear Danger. Council on Foreign Relations Press, 1993
- Herausgeber mit Abrhama Sofaer und George Wilson: The New Terror: Facing the Threat of Biological and Chemical Weapons. Hoover Institution Press, 1999
- In the Shadow of the Bomb: Physics and Arms Control. American Institute of Physics 1993
- mit James Goodby: The gravest danger – nuclear weapons. Hoover Press 2003
- Nuclear Weapons, Scientists, and the Post-Cold War Challenge. World Scientific 2007 (Reprints seiner Artikel)
- Herausgeber mit Sergej Kapitsa: Sakharov remembered. American Institute of Physics 1991
- mit Wolfgang Panofsky: The Case Against Strategic Defense: Technical and Strategical Realities. In: Issues in Science and Technology. Band 1, Nr. 1, Herbst 1984, S. 45–65.
- mit Frank von Hippel: Limited nuclear war. In: Scientific American. November 1976